# Othmar Haefliger
Othmar Haefliger ou Othmar Häfliger est un coureur cycliste suisse, né le 17 mars 1963 à Unterägeri.
Il devient professionnel en 1986 et le reste jusqu'en 1990. Il remporter 2 victoires en tant que professionnel.

## Équipes successives
Othmar Haefliger fut engagé par différentes équipes :
- 1986 :  La Vie Claire
- 1987 :  Toshiba
- 1988 :  Weinmann - La Suisse
- 1989-1990 :  Helvetia - La Suisse

## Palmarès
- 1983
  -  Médaillé d'argent au championnat du monde du contre-la-montre par équipes
- 1986
  - Tour du canton de Genève
  - 5e étape du Grand Prix Guillaume Tell
  - Circuit franco-belge :
    - Classement général
    - 1re étape
- 1987
  - 5e étape du Circuit de la Sarthe
  - 3e du Grand Prix du canton d'Argovie
  - 8e du Championnat de Zurich
- 1989
  - 5e étape du Tour de Galice

## Tour d'Italie
- 1987 : 109e

## Tour de France
- 1990 : abandon (13e étape)